# 군위고등학교
군위고등학교(軍威高等學校)는 대한민국 대구광역시 군위군 군위읍 정리에 있는 공립 고등학교이다.

## 학교 연혁
- 1953년 4월 25일 : 군위농업고등학교 개교
- 1971년 11월 29일 : 고등학교 보통과 2학급, 농과 3학급으로 학칙변경
- 1972년 11월 4일 : 인문 고등학교 학칙 변경(9학급), 농과 폐과
- 1973년 12월 26일 : 군위고등학교로 교명 변경
- 1974년 3월 1일 : 고등학교 12학급으로 학칙 변경
- 1978년 3월 1일 : 군위여자고등학교 분리
- 2006년 5월 1일 : 급식소 준공
- 2007년 9월 1일 : 예인학사 (생활관, 학연실, 청람실) 신축
- 2008년 8월 28일 : 기숙형 공립고 선정
- 2009년 2월 12일 : 남고 제55회 33명(총 5,074명) / 여고 제29회 24명(총 2,272명) 졸업
- 2009년 3월 1일 : 군위고와 군위여고 통합
- 2011년 3월 1일 : 군위중학교와 군위고등학교 통합
- 2015년 3월 1일 : 경상북도교육청지정 정책 연구학교(스마트미디어 청정학교) 운영
- 2019년 3월 4일 : 2019학년도 입학(4학급 88명)
- 2020년 2월 7일 : 제66회 98명 졸업(총 6,225명 졸업)
- 2020년 3월 1일 : 고교학점제 연구학교 운영(2020.03.01.~2023.02.28. 3년간)
- 2020년 9월 1일 : 제34대 남준모 교장 취임

## 참고 자료
- 군위고등학교 - 한국교육학술정보원 학교알리미